# Jennifer Larmore

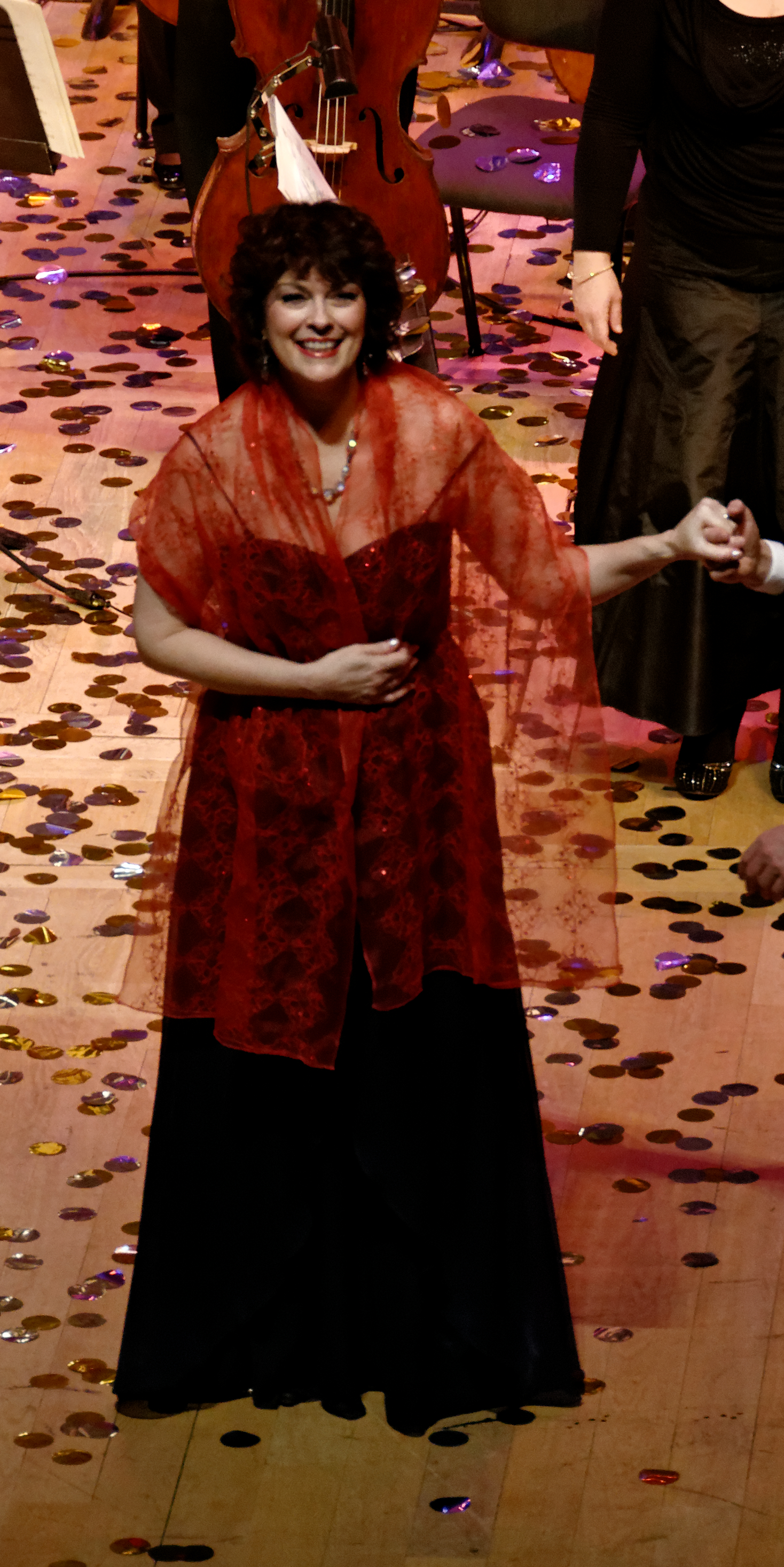
Jennifer Larmore (2013)

Jennifer Larmore (* 21. Juni 1958 in Atlanta, Georgia) ist eine US-amerikanische Opernsängerin (Mezzosopran).

## Leben
Jennifer Larmore wuchs in der Südstaaten-Metropole Atlanta auf. Ihre erste Gesangsausbildung absolvierte sie in Princeton, New Jersey. Ihr Debüt gab sie 1986 als Sesto (La clemenza di Tito, W. A. Mozart) in Nizza.
Eine besonders wichtige Rolle in ihrem ausgesuchten Repertoire nehmen Opern von Gioachino Rossini, Vincenzo Bellini, Wolfgang Amadeus Mozart und Georg Friedrich Händel ein. Ihr Deutschlanddebüt gab sie 1990 in einer Neuinszenierung Willi Deckers von Il barbiere di Siviglia in Bonn. Ihr Debüt bei den Salzburger Festspielen gab sie 1993 als Dorabella in Così fan tutte. Rosina aus Il barbiere di Siviglia wurde zu einer ihrer bedeutendsten Rollen, in der sie mit großem Erfolg in Paris, Amsterdam, Wien, Bonn, Berlin, Mailand, London und San Francisco zu hören war. Ebendiese Rolle wählte sie auch für ihr Debüt an der Metropolitan Opera 1995, an die sie in der darauf folgenden Saison mit Hänsel und Gretel und dann mit La Cenerentola, Giulio Cesare, Les Contes d’Hoffmann, L’italiana in Algeri und Die Fledermaus zurückkehrte. An der Mailänder Scala war sie zuerst als Isolier in Le comte Ory und später in Ravels L’enfant et les sortilèges und Il barbiere di Siviglia zu erleben. Zwei ihrer bevorzugten Hosenrollen sind Romeo aus I Capuleti e i Montecchi, mit der sie in Lissabon, Genf, New York und Paris auftrat, und die Titelrolle aus Giulio Cesare, die sie in New York, Amsterdam, Lissabon, Paris, Berlin, Montreux, Madrid und Brüssel sang. 1998 gab sie ihr Debüt an der Wiener Staatsoper in der Rolle der Isabelle aus L’italiana in Algeri, mit der sie bereits in Turin, Berlin, Buenos Aires und in New York aufgetreten war. Des Weiteren nahm sie die Titelrolle aus Bizets Carmen in ihr Repertoire auf, mit der sie in Los Angeles und Washington zu hören war, und die sie für eine Aufnahme für Teldec 1995 einsang.
Das Konzert-Repertoire der Mezzosopranistin reicht von Händels Messiah und Vivaldis Magnificat über Rossinis Stabat Mater zu Mahlers Rückert-Liedern, die sie nicht nur im Wiener Musikverein mit Riccardo Muti und den Wiener Philharmonikern, sondern auch im Concertgebouw, Amsterdam, mit Donald Runnicles zur Aufführung brachte. Schönbergs Gurre-Lieder sang sie in Konzerten mit der Staatskapelle Dresden/Giuseppe Sinopoli und mit dem Pittsburgh Symphony Orchestra/Mariss Jansons. Mit Daniel Barenboim und dem Chicago Symphony Orchestra nahm sie für Teldec 1997 De Fallas El amor brujo auf. Unter der Leitung von Kurt Masur gab Larmore ihr New Yorker Debüt mit Das Lied von der Erde. Außerdem sang sie eine Konzertversion von Camelot beim Hollywood Bowl, mit dem Schauspieler Patrick Stewart in der Rolle des Arthur und dem Hollywood Bowl Orchestra unter John Mauceri.
Das Jahr 2004 begann für Jennifer Larmore in Covent Garden mit Giulietta in Les Contes d’Hoffmann und vier Aufnahmen für das Label Opera Rara. Dazu zählten zwei Einakter von Donizetti, Francesca di Foix und Elvida, der achte Teil der „Il Salotto“-Reihe, die allesamt 2005 erschienen, sowie eine Soloaufnahme mit Werken von Mercadante, Costa, Arditi und Rossini, die unter dem Titel Bravura Diva veröffentlicht wurde. Mit vier Aufführungen am Teatro Verdi in Triest, Italien, war Larmore erneut in Il barbiere di Siviglia zu hören, wonach sie Ende März für ein Rezital mit Antoine Palloc nach Gstaad in die Schweiz reiste. Im April sang Larmore den Mezzopart aus Mahlers zweiter Symphonie (Saint Louis Symphony Orchestra). In Berlioz’ La damnation de Faust war sie dann als Marguerite unter der Leitung von Seiji Ozawa an der Opéra Bastille in Paris zu hören. Bei den Londoner BBC Proms, wo sie ein gern gesehener Gast ist, sang Larmore den Hänsel in Humperdincks Hänsel und Gretel. Am Teatro Colon in Buenos Aires war sie als Elisabetta in Rossinis Elisabetta regina d’Inghilterra (Leitung: Eve Queler) zu sehen und schlüpfte für zwei Aufführungen mit dem Ensemble Matheus und Jean-Christophe Spinosi in Toulouse und Brüssel in die Rolle der Alcina aus Vivaldis Orlando furioso.
Im Mai 2005 kehrte Jennifer Larmore zu ihrer Alma Mater, dem Westminster Choir College in Princeton, New Jersey, zurück, um dort einen Ehrendoktor zu empfangen, ein Rezital zu geben und die Begrüßungsrede bei der Abschlussfeier der Graduierten zu halten. An der Metropolitan Opera war sie im Dezember 2005 als Elizabeth Griffiths in der Weltpremiere von Tobias Pickers An American Tragedy zu erleben.
Höhepunkte der letzten Spielzeiten umfassen u. a. Berlioz’ La damnation de Faust mit Christoph von Dohnányi in Cleveland, ihr Debüt als Charlotte in Jules Massenets Werther mit Bertrand de Billy (Wien) und ihr Auftritt in Donizettis La favorita in der Carnegie Hall. Für das Jahr 2002 sind besonders ihr Debüt bei den Londoner BBC Proms mit Cinco Canciones Negras von Xavier Montsalvatge sowie ihr Auftritt in der Titelrolle von Giulio Cesare in einer Luca Ronconi-Produktion am Teatro Real in Madrid hervorzuheben. Im folgenden Jahr war die Sängerin an der New Yorker Metropolitan für ihren ersten Auftritt als Orlovsky in Die Fledermaus zu Gast, mit der sie später unter der Leitung von Seiji Ozawa auch in Tokio auftrat. Außerdem sang sie die Titelrolle aus Glucks Orfeo ed Euridice (mit Antoni Ros Marba) sowie Rossini- und Vivaldi-Arien in einem Konzert mit Jean-Christophe Spinosi und dem Ensemble Matheus im Théâtre du Châtelet, gab ein Rezital mit Antoine Palloc in Hong Kong, war als Alcina in Paris (Spinosi), in Semiramide an der Deutschen Oper Berlin und in der Rolle der Giovanna Seymour in Anna Bolena mit Eve Queler und dem Opera Orchestra of New York in der Carnegie Hall zu hören. Ebenfalls 2003 wurde Jennifer Larmore in einer Zeremonie in der Opéra Bastille von der französischen Regierung der „Chevalier des arts et des lettres“ verliehen.

## Diskografie
Ab 1994, dem Jahr, in dem sie den renommierten Richard Tucker Prize erhielt, nahm Jennifer Larmore exklusiv für Teldec Classics International auf. Aus ihrer erfolgreichen Zusammenarbeit mit Teldec gingen drei Rossini-Opern – Il barbiere di Siviglia, La Cenerentola und L’italiana in Algeri – sowie Humperdincks Hänsel und Gretel, Bizets Carmen, Verdis Rigoletto, Glucks Orfeo ed Euridice und Bellinis I Capuleti e I Montecchi hervor. Außerdem nahm sie Maurice Duruflés Requiem, Igor Strawinskis Pulcinella und Arnold Schönbergs Gurre-Lieder auf. Unter ihren Rezitaleinspielungen befinden sich eine CD mit Arien von Händel und Mozart (Where Shall I Fly), eine Aufnahme mit Hosenrollen-Arien (Call Me Mister), eine CD mit dem Titel Born in Atlanta zur Feier ihrer Teilnahme an den Abschlusszeremonien der Olympischen Spiele 1996, eine Zusammenstellung von Liedern amerikanischer Komponisten des 19. und 20. Jahrhunderts (My Native Land), Szenen und Arien aus weniger bekannten Opern Rossinis (Amore per Rossini), und Belleza Vocale, ein Album mit populären Duetten (mit Sopranistin Hei-Kyung Hong).
Ihre Aufführung von De Fallas El sombrero de tres picos (Der Hut mit drei Ecken) mit dem Chicago Symphony Orchestra unter Daniel Barenboim erschien 2002 auf einer CD mit Werken des Komponisten. Für Harmonia Mundi arbeitete Jennifer Larmore mit René Jacobs und Concerto Köln für Aufnahmen von Claudio Monteverdis L’incoronazione di Poppea und L’Orfeo, Mozarts Große Messe in c-Moll und Händels Giulio Cesare zusammen. Letztere wurde mit dem Gramophone Award als „Beste Barockoper“ ausgezeichnet. Für Opera Rara sang Larmore Falliero in Rossinis Bianca e Falliero, Estrella in Pacinis Carlo di Bourgogne und zuletzt die Titelrolle in Rossinis Elisabetta regina d’Inghilterra. Opera Rara veröffentlichte zudem CDs mit den Titeln Duets to Die for, Tyrants and Lovers und La Rimembranza. Für Warner Classics nahm sie französische Opernarien unter dem Titel L’Etoile auf und bei Naïve Records erschien Antonio Vivaldis Orlando furioso mit Jennifer Larmore – die erste Gesamtaufnahme dieser Oper. Im Mai 2005 wurde diese Einspielung mit dem Preis der Deutschen Schallplattenkritik ausgezeichnet.